# Geribd zeeklitschelpje
Het geribd zeeklitschelpje (Montacuta substriata) is een tweekleppigensoort uit de familie van de Montacutidae. Het wordt gevonden aan de oostelijke kant van de Atlantische Oceaan, waar het vaak wordt geassocieerd met een zee-egel, zoals de purperen zeeklit (Spatangus purpureus). Het geribd zeeklitschelpje werd voor het eerst beschreven in 1808 door de Engelse natuuronderzoeker George Montagu, die hem de naam Ligula substriata gaf. Later werd het overgebracht naar het geslacht Montacuta, waardoor het de naam Montacuta substriata kreeg.

## Beschrijving
De geribde zeeklitschelpje is een zeer kleine ovale tweekleppige, gewoonlijk ongeveer 3 mm lang, maar soms tot tweemaal die lengte. Het heeft een gladde, lichtgele schelp en hecht zich met zijn byssusdraden aan de anale stekels van in de bodem ingegraven levende zee-egels, zoals de purperen zeeklit (Spatangus purpureus) en Echinocardium flavescens. Het hecht zich meestal nabij de anus, waar het moeilijk te onderscheiden is van een grove zandkorrel.

## Verspreiding en leefgebied
De geribde zeeklitschelpje is inheems aan de kusten van West-Europa en het verspreidingsgebied strekt zich uit van Noorwegen tot de Middellandse Zee. Het komt voor op de zand- en grindbodem in gebieden waar de gravende egels leven.

## Ecologie
De geribde zeeklitschelpje heeft een commensale regeling met zijn gastheer. Beide zijn waarschijnlijk detrivoren, die zich voeden met zeewier-fragmenten. De tweekleppige schelpdier profiteert van langsstromend water welke veroorzaakt wordt door de gravende activiteiten van de zee-egel. De mannelijke M. substriata geeft zijn gameten af in de waterkolom en de eieren gedurende enige tijd door het vrouwtje. Veliger-larven worden vervolgens vrijgelaten in de zee waar ze enkele maanden planktonisch zijn voordat ze zich op de zeebodem vestigen en een metamorfose ondergaan. De juvenielen zijn mobiel en moeten op zoek naar een gastheer. Bij hun zoektocht worden ze beïnvloed door waterstromingen en aangetrokken door een chemisch signaal van een potentiële zee-egelgastheer; ze vertonen een negatieve geotaxie.